# Banco (sedlar)
Banco, eller banko, syftar på sedlar utgivna av Riksens ständers bank (föregångaren till nuvarande Riksbanken) till skillnad från sedlar utgivna av Riksgäldskontoret.